# View from the Ground
View from the Ground é o décimo álbum de estúdio da dupla de folk-rock America, lançado pela Capitol Records em 1982.
O álbum atingiu sucesso moderado nos Estados Unidos, alcançando o 41º lugar nas paradas musicais da Billboard. Dele saíram dois singles de sucesso: "You Can Do Magic" (8º lugar no Billboard Pop Singles e 5º lugar no Adult Contemporary) e "Right Before Your Eyes" (45º lugar no Bilboard Pop e 16º no Adult Contemporary). O Single "Jody"/"Inspector Mills" também foi lançado, mas não alcançou as paradas de sucesso.

## Faixas
| N.º | Título                   | Compositor(es)                     | Duração |  |
| 1.  | "You Can Do Magic"       | Russ Ballard                       | 3:48    |  |
| 2.  | "Never Be Lonely"        | Bill Mumy, Gerry Beckley           | 3:45    |  |
| 3.  | "You Girl"               | Dewey Bunnell, Mumy, Robert Haimer | 3:32    |  |
| 4.  | "Inspector Mills"        | Beckley                            | 5:10    |  |
| 5.  | "Love on the Vine"       | Bunnell, Mumy, Haimer              | 3:02    |  |
| 6.  | "Desperate Love"         | Aldridge, Leblanc, Richardson      | 3:51    |  |
| 7.  | "Right Before Your Eyes" | Ian Thomas                         | 3:47    |  |
| 8.  | "Jody"                   | Ballard                            | 3:49    |  |
| 9.  | "Sometimes Lovers"       | Beckley                            | 4:34    |  |
| 10. | "Even the Score"         | Bunnell                            | 3:36    |  |

## Singles
- 1982 – "You Can Do Magic" / "Even the Score"
- 1982 – "Right Before Your Eyes" / "Inspector Mills"
- 1982 – "Jody" / "Inspector Mills"

## Paradas musicais
Álbum
| Ano  | Parada                       | Posição |
| ---- | ---------------------------- | ------- |
| 1982 | Billboard (América do Norte) | 41      |

Singles
| Ano  | Single                                | BB Pop | BB AC | CB | RR |
| ---- | ------------------------------------- | ------ | ----- | -- | -- |
| 1982 | "You Can Do Magic" / "Even the Score" | 8      | 5     | 7  | 3  |
| 1982 | "All My Life" / "One Morning"         | 45     | 16    | 49 | —  |

Legenda:
BB Pop – Billboard Pop / Hot 100 Singles Chart
BB AC – Billboard Adult Contemporary Chart
CB – Cash Box Singles Chart
RR – Record and Records Chart